# Syngria
Syngria is een geslacht van vlinders van de familie Uraniavlinders (Uraniidae), uit de onderfamilie Epipleminae.

## Soorten
- S. candidata Warren, 1904
- S. cinerea Warren, 1900
- S. drepanata Felder & Rogenhofer, 1875
- S. druidaria Guenée, 1852
- S. falcinaria Guenée, 1852
- S. griseata Warren, 1905
- S. ramosaria Möschler, 1890
- S. recticularia Möschler, 1890
- S. versilinea Dognin, 1913